# Studio Blanc
Studio Blanc. Co.,Ltd. (株式会社スタジオブラン Kabushiki-gaisha Sutajio Buran?) es un estudio de animación japonés con sede en Sekimachi-kita, Nerima, Tokio. El estudio fue fundado el 3 de septiembre de 2008 por Takeshi Eriguchi.

## Trabajos

### Series de televisión
| Año  | Título                                             | Director(es)                       | Fecha de primera transmisión | Fecha de última transmisión | Eps. | Notas                                                                           | Refs.                |
| ---- | -------------------------------------------------- | ---------------------------------- | ---------------------------- | --------------------------- | ---- | ------------------------------------------------------------------------------- | -------------------- |
| 2011 | Ro-Kyu-Bu!                                         | Keizō Kusakawa                     | 1 de julio de 2011           | 24 de septiembre de 2011    | 12   | Basado en la novela ligera escrita por Sagu Aoyama. Coanimado con Project No.9. | [ 3 ] [ 4 ]          |
| 2017 | Boku no Kanojo ga Majime Sugiru Shojo Bitch na Ken | Nobuyoshi Nagayama                 | 12 de octubre de 2017        | 13 de diciembre de 2017     | 10   | Basado en el manga escrito por Namiru Matsumoto. Coanimado con Diomedéa.        | [ 5 ] [ 6 ] [ 7 ]    |
| 2021 | Uramichi Oniisan                                   | Nobuyoshi Nagayama                 | 6 de julio de 2021           | 28 de septiembre de 2021    | 13   | Basado en un manga escrito por Gaku Kuze.                                       | [ 8 ] [ 9 ]          |
| 2023 | Saikyō Onmyōji no Isekai Tenseiki                  | Nobuyoshi Nagayama Ryōsuke Shibuya | 7 de enero de 2023           | 1 de abril de 2023          | 13   | Basado en una novela ligera escrita por Kiichi Kosuzu.                          | [ 10 ]               |
| 2023 | Ayaka: A Story of Bonds and Wounds                 | Nobuyoshi Nagayama                 | 2 de julio de 2023           | 17 de septiembre de 2023    | 12   | Historia original.                                                              | [ 11 ]               |
| 2024 | Vampire Dormitory                                  | Nobuyoshi Nagayama                 | 7 de abril de 2024           | 23 de junio de 2024         | 12   | Basado en un manga escrito por Ema Tōyama.                                      | [ 12 ] [ 13 ]        |
| 2025 | Kōjo Denka no Kateikyōshi                          | Nobuyoshi Nagayama                 | 6 de julio de 2025           | –                           | –    | Basado en una novela ligera escrita por Riku Nanano.                            | [ 14 ] [ 15 ] [ 16 ] |

### OVA's
| Año  | Título                                                 | Director(es)       | Fecha de primera transmisión | Fecha de última transmisión | Eps. | Notas | Refs.  |
| ---- | ------------------------------------------------------ | ------------------ | ---------------------------- | --------------------------- | ---- | --- | ------ |
| 2010 | Goulart Knights: Evoked the Beginning Black            | Masahiro Sonoda    | 24 de diciembre de 2010      | 24 de diciembre de 2010     | 1    | El primer anime original de Lantis para celebrar su décimo aniversario.                                                    | [ 17 ] |
| 2011 | Goulart Knights: Evoked the Beginning White            | Masahiro Sonoda    | 25 de septiembre de 2011     | 25 de septiembre de 2011    | 1    | Secuela de Goulart Knights: Evoked the Beginning Black.                                                                    | [ 18 ] |
| 2018 | Boku no Kanojo ga Majime Sugiru Shojo Bitch na Ken OVA | Nobuyoshi Nagayama | 25 de marzo de 2018          | 25 de marzo de 2018         | 2    | Blu-ray con dos episodios de anime incluidos con una edición limitada del sexto volumen del manga. Coanimado con Diomedéa. | [ 19 ] |